# Södra Dragsjötjärnen
Södra Dragsjötjärnen är en sjö i Hagfors kommun i Värmland och ingår i Göta älvs huvudavrinningsområde.